# (135182) 2001 QT322
(135182) 2001 QT322, também escrito como (135182) 2001 QT322, é um objeto transnetuniano (TNO) localizado no cinturão de Kuiper, uma região do Sistema Solar, ele é classificado como um cubewano. O mesmo possui uma magnitude absoluta de 6,2 e tem um diâmetro com cerca de 159 km ou 254 km, O astrônomo Mike Brown lista este corpo celeste em sua página na internet como um candidato a possível planeta anão.

## Descoberta
(135182) 2001 QT322 foi descoberto no dia 21 de agosto de 2001 por Marc W. Buie.

## Órbita
A órbita de (135182) 2001 QT322 tem uma excentricidade de 0,019, possui um semieixo maior de 36,961 UA e um período orbital de cerca de 228 anos. O seu periélio leva o mesmo a uma distância de 36,276 UA em relação ao Sol e seu afélio a 37,647 UA.